# PMS Torino 2009-2010
La PMS Basketball nel 2009-2010 ha giocato in Serie B Dilettanti vincendo il campionato e conquistando la promozione alla categoria superiore. Vince la Coppa Italia di categoria.

## Risultati
- Serie B:
  - stagione regolare: 1ª classificata;
- Coppa Italia: Vinta